# 欒姓
欒姓是中文姓氏之一，在百家姓中排行第243位。

## 姓氏源流
欒氏的源流，主要有三種：

### 出自姬姓
西周時，周武王之子唐叔虞被封於晉，建立晉國，晉靖侯的孙子賓被封于栾邑（今河北栾城），其子孫便開始以「欒」為族姓，後來成為晉國的望族之一。

### 出自姓
此說認為欒氏乃炎帝的後代。西周時姜尚封於齊國，至春秋時代齊惠公之子名「堅」，字「子欒」，其子孫以其表字的「欒」作為姓氏，成為欒氏的一支。

### 出自少數民族
南匈奴入漢時，有避難之宗室攣鞮氏，改姓欒氏。

## 郡望
- 西河郡：戰國時代魏國置郡，即今山西省汾阳县。
- 魏郡：漢高祖置郡。治所在今河北省臨潼縣西南。

## 外部連結
[在维基数据编辑]
 《百家姓》
 《欽定古今圖書集成·明倫彙編·氏族典·欒姓部》，出自陈梦雷《古今圖書集成》